# پراکندگی آفریقایی‌ها
پراکندگی آفریقایی‌ها :(انگلیسی: African diaspora) شامل مجموعۀ جوامعی از مردم آفریقایی است که در سراسر جهان (غیر از آفریقا) زندگی می‌کنند و حدود ۱۴۰ میلیون نفر برآورد می‌شوند. در گذشته به دلیل استمعار کشور های آفریقایی و گرفتن مردم این قاره به بردگی و فرستادن آنها به سایر قاره‌ها به خصوص آمریکا و اروپا جمعیت قابل توجه‌ای از مردم آفریقا در سایر قاره ها زندگی می‌کنند.آفریقایی‌تبار‌های که پس از رنج‌های بسیار موفق شدند تابعیت کشورهای که در آنجا زندگی می کردند را کسب کنند و به حقوق شهروندی دست یابند.